# باندورا هارتز
باندورا هارتز (بالإنجليزية: Pandora Hearts)‏ هي سلسلة مانغا يابانية من تأليف ورسم جون موتشيزوكي، نشرت من قبل سكوير إنكس في مجلة جي فانتازيا الشهرية، منذ 18 مايو عام 2006 حتى 18 مارس عام 2015، تم تجمع فصول المانغا في 24 مجلد تانكوبون، نشرت في 27 أكتوبر عام 2006 حتى 27 يونيو 2015. اقتبست المانغا إلى مسلسل أنمي تلفزيوني من إخراج تاكاو كاتو ومن إنتاج استوديو زيبيك، عرض في 2 أبريل عام 2009 واستمر عرضه حتى 24 سبتمبر عام 2009، وتكون من 25 حلقة، أضافة 9 حلقات أوفا، عرضت في 24 يوليو عام 2009 حتى 25 مارس عام 2010.

## القصة
تدور أحداث القصة عن أوز فيزاليوس وريث عائلة فيزاليوس، وهي واحدة من العائلات الأربعة الاقوى العالم. يعيش حياة سعيد مع أخته الصغرى وصديق جيلبرت. تتغير حياة أوز عندما تظهر مجموعة غريبة تلبس عباءات حمراء
تسمى الباسكرفيلز في أثناء احتفال بلوغه الخامسة عشر، وتنقله إلى عالم غريب يسمى
الهاوية.

## الشخصيات

### عائلة فيزاليوس
أوز فيزاليوس (باليابانية: オズ＝ベザリウス، بالروماجي: Ozu Bezariusu)
أداء صوتي: جونكو ميناغاوا
أليس (باليابانية: アリス، بالروماجي: Arisu)
أداء صوتي: أياكو كاواسومي
جاك فيزاليوس (باليابانية: ジャック＝ベザリウス، بالروماجي: Jakku Bezariusu)
أداء صوتي: دايسكي أونو
أوسكار فيزاليوس (باليابانية: オスカー＝ベザリウス، بالروماجي: Osukā Bezariusu)
أداء صوتي: كاوري فوكوهارا

### عائلة نايتراي
غيلبيرت نايتراي (باليابانية: ギルバート＝ナイトレイ، بالروماجي: Girubāto Naitorei)
أداء صوتي: أزوما ساكاموتو (أيام الطفولة)، كوسكي توريومي (أيام الشباب)
فنسينت نايتراي (باليابانية: ヴィンセント＝ナイトレイ، بالروماجي: Vinsento Naitorei)
أداء صوتي: جون فوكوياما (أيام الشباب)، فويوكا أورا (أيام الطفولة)
إيتشو (باليابانية: エコー، بالروماجي: Ekō)
أداء صوتي: ريو هيروهاشي
إيليوت نايتراي (باليابانية: エリオット＝ナイトレイ، بالروماجي: Eriotto Naitorei)
أداء صوتي: أكينو واتانابي

### شخصيات أخرى
شارون راينزورث (باليابانية: シャロン＝レインズワース، بالروماجي: Sharon Reinzuwāsu)
أداء صوتي: كانا هانازاوا
زيركسيس بريك (باليابانية: ザークシーズ＝ブレイク، بالروماجي: Zākushīzu Bureiku)
أداء صوتي: أكيرا إيشيدا
روفس بارما (باليابانية: ルーファス＝バルマ، بالروماجي: Rūfasu Baruma)
أداء صوتي: يويا أوتشيدا
ريم لونيتيز (باليابانية: レイム＝ルネット، بالروماجي: Reimu Runetto)
أداء صوتي: جونيتشي سوابي
أوزوالد (باليابانية: オズワルド، بالروماجي: Ozuwarudo)
أداء صوتي: كيشو تانياما
شارلوت (لوتي) (باليابانية: ロッティ، بالروماجي: Lotti)
أداء صوتي: ميغومي تويوغوتشي
فانغ (باليابانية: ファング، بالروماجي: Fangu)
أداء صوتي: تاكايوكي كوندو
دوغ (باليابانية: ダグ، بالروماجي: Dagu)
أداء صوتي: هيروشي شيروكوما
تشيشاير (القط تشيشاير) (باليابانية: チェシャ猫 (チェシャ)، بالروماجي: Chesha neko)
أداء صوتي: كابي ياماغوتشي
فيلب ويست (باليابانية: フィリップ＝ウェスト، بالروماجي: Firippu Wesuto)
أداء صوتي: كوميكو هيجا

## وصلات خارجية
- موقع المانغا الرسمي باللغة اليابانية
- موقع الأنمي الرسمي باللغة اليابانية
- باندورا هارتز على موقع (Fuji Creative)
- باندورا هارتز على موقع ANN manga (الإنجليزية)